# 台灣最南點
21°53′54.081″N 120°51′34.9632″E / 21.89835583°N 120.859712000°E

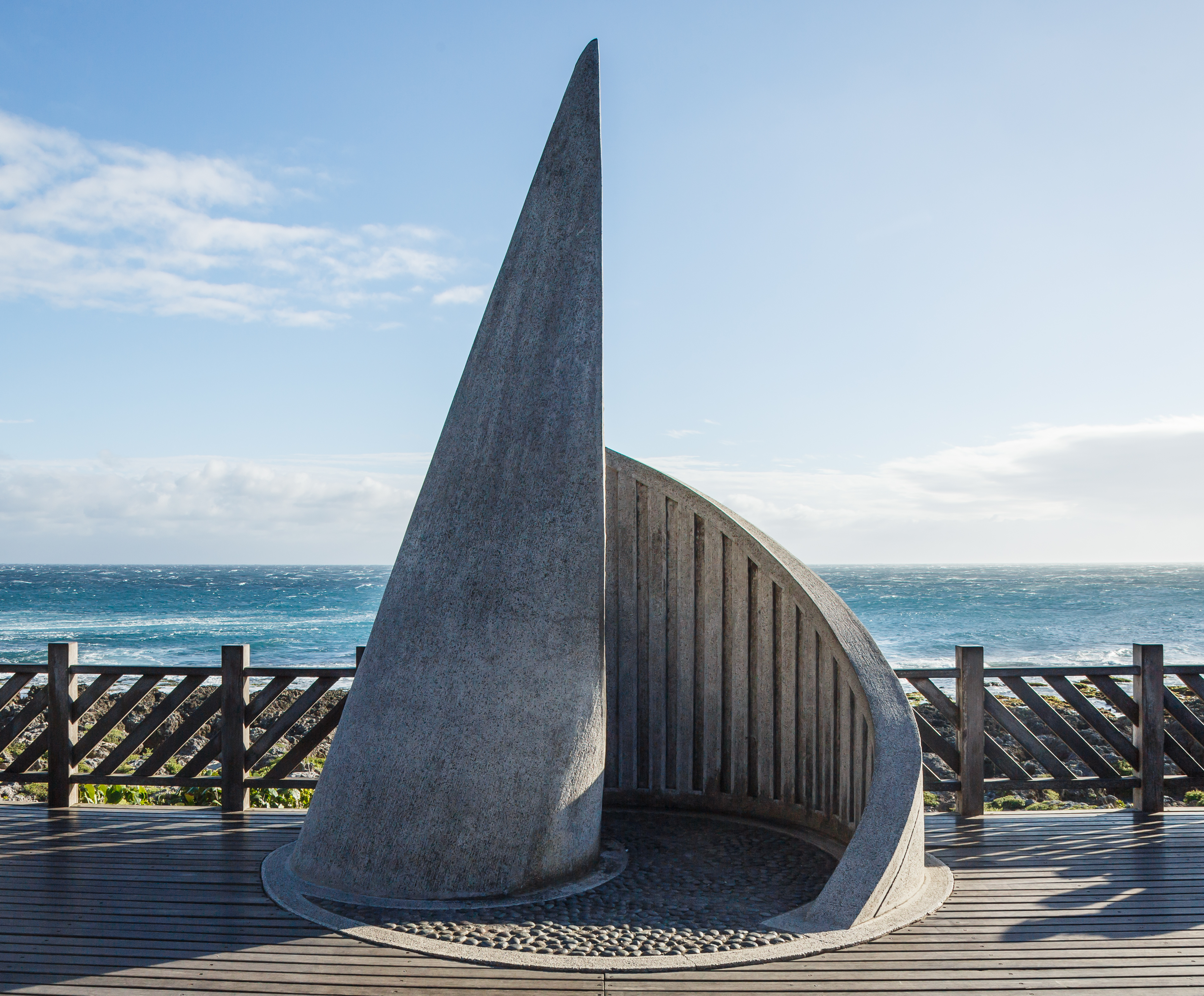
台灣最南點意象標誌

台灣最南點為台灣地理上的一種極點，是指台灣島最南端的地點，位於屏東縣恆春鎮鵝鑾里之南境，也就是在墾丁國家公園之東南境。

## 簡介
當地立有一座「台灣最南點意象標誌」，座標位於東經120度50分0秒、北緯21度53分34秒，即鵝鑾鼻公園與龍坑生態保護區之間的位置上，為代表「台灣最南點」的一座水泥製成之標示立碑，其外觀設計呈尖頂向天的筍狀，但另一面呈海螺狀，以兩塊分離的碑身設計意味著海陸相依。由於位處鵝鑾鼻，地理位置受海呈三面維繞，濱臨巴士海峽、太平洋，因此在意象標誌的平台上可展望東、南、西三種不同方向的海景，成為旅客在墾丁國家公園會駐足留念的景點之一。
省道台26線是鵝鑾鼻的主要道路，行經鵝鑾鼻公園即返折，故前往台灣最南點得由鵝鑾鼻燈塔一旁的道路進入停車場後，開始徒步往南行進便能抵達入口，再繼續步行約十分鐘，步道兩側沿途是茂密叢林，待前方視野逐漸開闊，最後即抵達步道終點是一座台灣最南點意象標誌立於眺望平台之上，其下是滿佈珊瑚礁的海岸與浪花拍打海岸的海水。
此外，若搭乘船舶航行的旅客，來往於後壁湖至蘭嶼之航線，可由船上眺望陸地上的台灣最南點意象標誌。

## 另見
- 鵝鑾鼻燈塔
- 臺灣八景鵝鑾鼻紀念碑
- 鵝鑾鼻神社